# Ocypode platytarsis
Ocypode platytarsis is een krabbensoort uit de familie van de Ocypodidae. De wetenschappelijke naam van de soort is voor het eerst geldig gepubliceerd in 1852 door H. Milne Edwards.